# Serein
Der Serein [səʁɛ̃] ist ein Fluss in Frankreich, der in der Region Bourgogne-Franche-Comté verläuft. Er entspringt im Gemeindegebiet von Beurey-Bauguay, auf dem Plateau von Saulieu, einem Teil des nördlichen Morvan, entwässert generell in nordwestlicher Richtung und mündet nach rund 188 Kilometern im Gemeindegebiet von Bonnard als rechter Nebenfluss in die Yonne. Auf seinem Weg durchquert der Serein die Départements Côte-d’Or und Yonne, verläuft auf einer kurzen Strecke durch den Regionalen Naturpark Morvan und durchfließt auf einer Länge von fast 15 Kilometern das Weinbaugebiet Chablis.

## Etymologie
In seinem Werk Mémoires historiques sur la ville de Seignelay aus dem Jahr 1833 zitiert der Autor Henry Waast-Barthélemy den Fluss noch mit der Schreibweise Serain.

## Orte am Fluss
- Précy-sous-Thil
- Toutry
- Guillon
- L’Isle-sur-Serein
- Massangis
- Noyers
- Chablis
- Maligny
- Pontigny
- Ligny-le-Châtel
- Bonnard

## Hydrologie
Der Serein ist ein ständiger Fluss. Der Abfluss des Flusses wird seit 1954 in Chablis, ca. 30 km von der Mündung entfernt gemessen. Die durchschnittliche Abflussmenge beträgt an dieser Messstation 7,74 m³/s. Bei Dissangis (flussaufwärts von Noyers gelegen) betrug der Wert für ein Einzugsgebiet von 643 km² noch 4,53 m³/s.
Die Abflussmenge der Serein ist erheblichen jahreszeitlichen Schwankungen unterworfen. Die höchsten Werte treten vom Herbst bis in das Frühjahr auf und liegen zwischen 12,4 und 17,5 m³/s. Der Höchstwert wird im Februar erreicht. Die Werte gehen dann kontinuierlich zurück und erreichen ihren Tiefstwert im August mit 1,14 m³/s. Kurzfristige Schwankungen können deutlich extremer ausfallen.

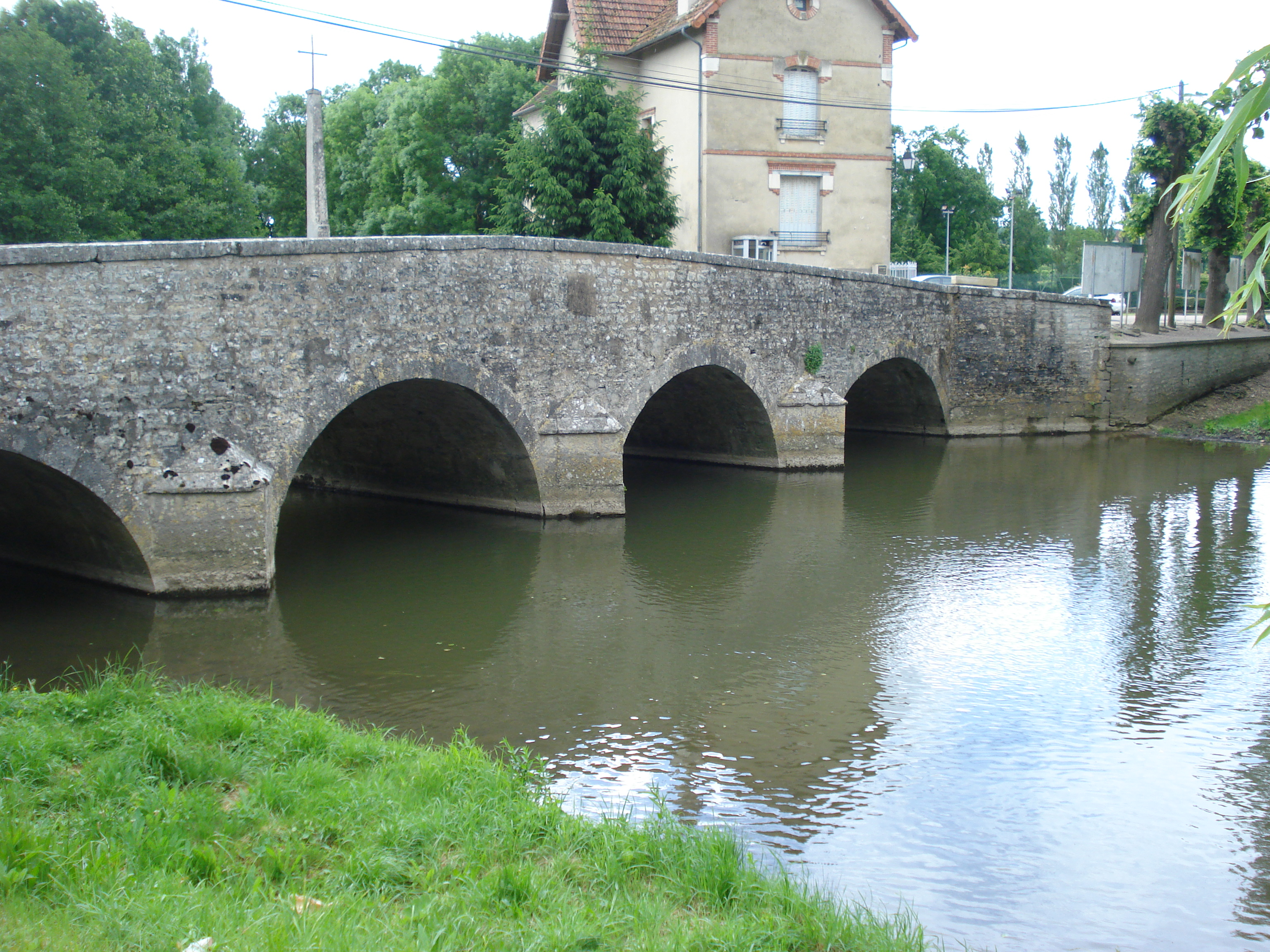
Brücke über den Serein in Annay-sur-Serein

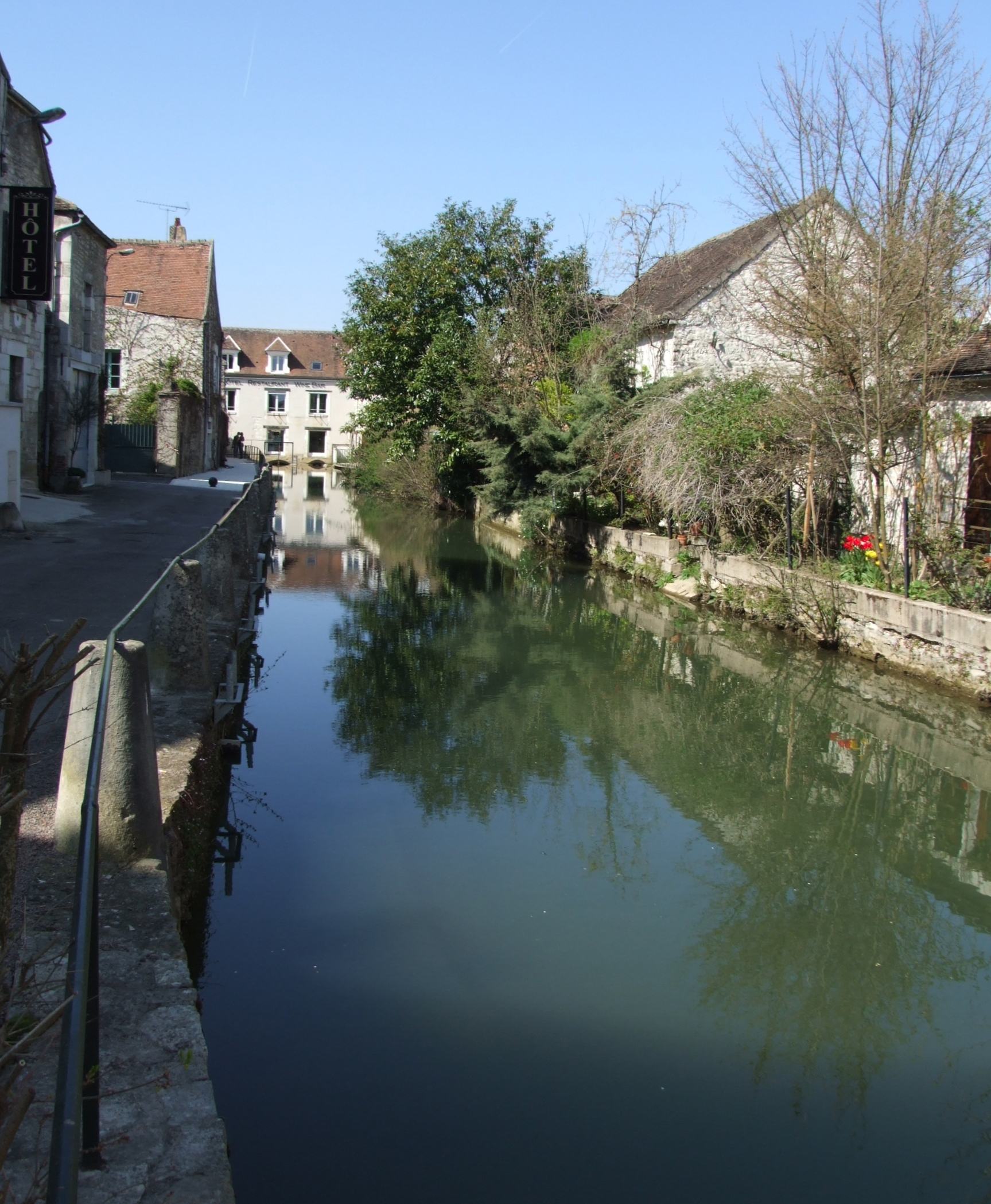
Blick auf den Serein in Chablis

Die dreitägige Mindestabflussmenge kann auf 0,120 m³/s fallen, das heißt die über drei aufeinander folgende Tage gemittelte Abflussmenge sinkt nicht unter 120 l/s.
Hochwässer können kräftig ausfallen. Für zwei- und fünfjährliche Hochwasser liegt der ermittelte Schnitt bei 67 m³/s beziehungsweise 100 m³/s. Hochwasser mit einer zehnjährlichen Wiederkehrwahrscheinlichkeit erreichen eine Abflussmenge von 120 m³/s und bei statistisch im Laufe von zwanzig Jahren wiederkehrenden Hochwasser liegt der Wert bei 140 m³/s. Das hydrologische Amt berechnete die Abflussmenge eines Hochwassers, das im Schnitt alle 50 Jahre wiederkehrt, mit 170 m³/s.
Die höchste im Beobachtungszeitraum gemessene Abflussmenge liegt bei 146 m³/s und trat am 28. April 1983 auf; am nächsten Tag wurde mit 114 m³/s auch der höchste Durchsatz im Tagesdurchschnitt erreicht. Die Werte entsprechen einer zwanzigjährlichen Wiederkehrwahrscheinlichkeit und sind somit nicht außergewöhnlich hoch.
Der Abflussbeiwert des Serein ist mit 219 mm jährlich ausgesprochen niedrig. Der Mittelwert Frankreichs liegt bei ca. 300 mm und im gesamten Einzugsgebiet der Yonne liegt dieser Wert noch bei 274 mm.
Der Serein hat fast keine Nebenflüsse, da er über weite Strecken zwischen der Yonne und dem Armançon fließt.